# 武本糸会
武本 糸会（たけもと いとえ）は、日本の漫画家、イラストレーター。女性。

## 作品リスト

### 漫画
- ぼくと未来屋の夏（原作：はやみねかおる、『月刊少年シリウス』2005年7月号 - 2006年8月号、全2巻）
- 獣の奏者（原作：上橋菜穂子、『月刊少年シリウス』2008年12月号 - 2016年3月号、全11巻）
- 大雪海のカイナ（原作：弐瓶勉、『月刊少年シリウス』2022年4月号[2] - 2024年8月号[3]、全4巻）

### 小説挿絵
- 少年名探偵WHO-魔神降臨事件-（作：はやみねかおる、講談社青い鳥文庫「あなたに贈る物語」収録）
- 少年名探偵WHO-透明人間事件-（作：はやみねかおる、講談社青い鳥文庫）
- 獣の奏者（作：上橋菜穂子、講談社青い鳥文庫、1 - 9巻）
- あの涙は、この碧につつまれる（作：小島夕、徳間書店トクマ・ノベルズEdgeカバー）
- 苺が赤くなったら（作：畠中恵、徳間書店2007年『本とも』10月号）
- 恐竜がくれた夏休み（作：はやみねかおる、講談社）